# Jean-Marie Michaud
Jean-Marie Michaud, né le 31 décembre 1966 en Corse, est un dessinateur de bande dessinée français.

## Biographie
Après le Bac et des études artistiques validées par un diplôme de l'École des Arts Décoratifs, Jean-Marie Michaud est recruté en 1990 par les éditions Dargaud dans le cadre de la nouvelle collection "Génération Dargaud". Avec le scénariste Claude Carré, il lance ainsi la série Le Pays Miroir (1992), puis la série De Profundis (1996).

## Publications
- Avec les moines de Tibhirine, Éditions du Triomphe, 2011
- Les Buggels Noz, série (2013-2015), Casterman

Le Bois des maîtres,, 2013
La guerre des Noz, 2014
L'Empire du masque, 2015
- De Profundis, scénario de Claude Carré, série (1996-1998), Dargaud
- La Dernière Fée du pays d'Arvor, scénario d'Erik Arnoux,  série (2002-2004), Glénat
- La Geste des Héros de Bretagne, scénario de Dominique Robet, 2005, Éditions Coop Breizh
- Les Incontournables de la littérature en BD

Notre-Dame de Paris, d'après Victor Hugo, adaptation en bande dessinée et scénario : Claude Carré; éditions Glénat (2010) puis  Le Monde  en collaboration avec les éditions Glénat (2016)
- Innuat (scénario et dessins : collectif), Paquet, 2000
- Judo, scénario de Claude Carré, Glénat, 1996
- Le Mahâbhârata[6],[7],[8], texte et adaptation de Jean-Claude Carrière, Éditions Hozhoni, 2019
- Le Pays miroir, scénario de Claude Carré, série (1992-1993), Dargaud

1. L'incendiaire, 1992
2. Représailles, 1993
3. La course du balancier, 1993
- Le Principe de l'enfer, scénario de Claude Carré, série (1999-2001), Glénat

1. Marche funèbre, 1999
2. Ex Nihilo, 2001
- La Saison de la Coulœuvre, avec Serge Lehman (scénario), série (2007-2010), Éditions L'Atalante

Tome 1, 2007
Tome 2, 2009
Tome 3, 2010
- Sur les chemins de Cotignac[12], avec Antoine d'Arras (scénario), Éditions du Triomphe, 2015
- Le Tour à Pornic, Ville de Pornic, 2003
- Vercingétorix, scénario de Claude Carré, Casterman, 2001